# Snowgoons
Gli Snowgoons sono un gruppo di produttori discografici hip hop tedeschi, formato da Sicknature, Det e Dj Illegal

## Storia
Gli Snowgoons iniziano la loro carriera nel 2000 producendo un singolo per PalOne, rapper di Mannheim. Nel 2004 con il noto rapper ld School Donald D producono un EP dal titolo The Return Of The Culture, che verrà stampato solo su vinile. Sempre nel 2004 producono un altro singolo chiamato Clip Full Of Ammo con i rapper statunitensi J-Sands e Mitchell Hennessy noti soprattutto nell'Underground. Nel 2005 prudocono ancora un altro singolo con Celph Titled rapper di Tampa in Florida, dal titolo Who What When Where. Nel 2007 vengono firmano un contratto con la Babygrande Records, etichetta che a come artisti rapper come Jedi Mind Tricks, Immortal Technique, Big Shug, Gza e molti altri artisti della scena americana. Sempre nel 2007 esce il loro album di debutto German Lugers, con collaborazioni come Sean Price degli Heltah Skeltah, Edo G., Reef The Lost Cauze, Rasco von den Cali Agents, Jus Allah, Chief Kamachi, Living Legends e Wise Intelligent, che si rivela un grande successo a livello underground e li porta a esibirsi in tutta Europa e anche in America. Nel giugno del 2008 realizzano il loro secondo album Black Snow con collaborazioni di Ill Bill, Defari, Psycho Realm, Army Of The Pharaohs, R.A. The Rugged Man e molti altri. E anche questo secondo album si rivela un successo, accrescendo ancor di più la fama degli Snowgoons. Nel 2009 è uscito The Snowgoons Instrumentals album interamente strumentale che racchiude le loro migliori produzioni e anche A Fist in the Thought; album prodotto interamente da loro in collaborazione con i Savage Brothers e Lord Lhus. A ottobre 2009 esce un altro album The Trojan Horse sotto l'etichetta Goon Musik e distribuito da iHipHopDistribution con collaborazioni con La Coka Nostra, Heltah Skeltah, Rakaa (Dilated Peoples), Reef the Lost Cauze, Reks, Sabac Red (Non Phixion) e  molti altri artisti americani.

## Album
- 2007 German Lugers
- 2008 Black Snow
- 2009 The Snowgoons Instrumentals
- 2009 A Fist in the Thought Con Savage Brothers & Lord Lhus
- 2009 German Snow
- 2009 The Trojan Horse
- 2009 Black Luger
- 2009 The Trojan Horse
- 2010 Kraftwerk
- 2012 Dynasty
- 2013 Black Snow Vol. 2
- 2016 Goon Bap

## Mixtape
- 2010 Snowgoons & Sicknature - Banished From Home Mixtape

## Singoli
- 2000 Biz Allez Weggizz
- 2004 Hip Hop - The Return Of The Culture
- 2004 Clip Full Of Ammo
- 2005 Who What When Where

## Produzioni
- 2005 Majik Most Molesting Hip Hop: The Official Mixtape (1 Traccia)
- 2006 The Devil'z Rejects Necronomicon (4 Tracce)
- 2006 Celph Titled The Gatalog: A Collection Of Chaos (1 Traccia)
- 2007 Apathy Hell's Lost & Found: It's The Bootleg, Muthafu@kas! Volume 2 (1 Traccia)
- 2007 The Hitfarmers Joining Forces (The Harvest) (1 Traccia)
- 2007 Returners Mix-Cd (1 Traccia)
- 2008 Brooklyn Academy Bored Of Education (1 Traccia)
- 2008 Brooklyn Academy & Dj Haze Presents: Summer School (1 Traccia)
- 2008 Doap Nixon Sour Diesel (1 Traccia)
- 2008 King Syze The Labor Union (1 Traccia)
- 2008 Sabac Red The Ritual (1 Traccia)
- 2009 Reef the Lost Cauze & King Magnetic King & The Cauze Mixtape (1 Traccia)
- 2009 Sick Jacken Stray Bullets (1 Traccia)
- 2009 Randam Luck Graveyard Shift (3 Tracce)
- 2009 Godilla Jaguar Paw (2 Tracce)
- 2009 NATO Major Disaster (2 Tracce)
- 2009 Pro & Reg Time Isn't Safe (1 Traccia)